# Italia ai IX Giochi olimpici invernali
L'Italia partecipò ai IX Giochi olimpici invernali, svoltisi a Innsbruck, Austria, dal 29 gennaio al 9 febbraio 1964, con una delegazione di 61 atleti, 8 dei quali donne. L'Italia si classificò al quattordicesimo posto del medagliere con una medaglia d'argento e tre medaglie di bronzo, arrivate dal bob e dallo slittino.

## Medaglie

### Medagliere per discipline
| Sport    | Oro | Argento | Bronzo | Totale |
| -------- | --- | ------- | ------ | ------ |
| Bob      | 0   | 1       | 2      | 3      |
| Skeleton | 0   | 0       | 1      | 1      |
| Totale   | 0   | 1       | 3      | 4      |

### Medaglie d'argento
| Medaglia | Nome                           | Sport | Evento  |
| -------- | ------------------------------ | ----- | ------- |
| Argento  | Romano Bonagura Sergio Zardini | Bob   | Bob a 2 |

### Medaglie di bronzo
| Medaglia | Nome                                                       | Sport    | Evento  |
| -------- | ---------------------------------------------------------- | -------- | ------- |
| Bronzo   | Eugenio Monti Sergio Siorpaes                              | Bob      | Bob a 2 |
| Bronzo   | Eugenio Monti Sergio Siorpaes Benito Rigoni Gildo Siorpaes | Bob      | Bob a 4 |
| Bronzo   | Walter Außendorfer Sigisfredo Mair                         | Slittino | Doppio  |